# Yul Brynner
Yul Brynner (Vladivostok, 11 de juliol de 1920 - Nova York, 10 d'octubre de 1985), nascut Iuli Boríssovitx Bríner (en rus Юлий Борисович Бринер), va ser un actor de cinema i de teatre rus nacionalitzat estatunidenc i posteriorment suís.
Fou un actor-tipus de personatges virils, que es caracteritzava per la seva veu greu i el seu crani rapat al zero. Va destacar, entre altres pel·lícules, a The King and I (1956) de Walter Lang, Els Deu Manaments (1956) de Cecil B. DeMille, Els germans Karamàzov (1958) de Richard Brooks, El so i la fúria (1959) de Martin Ritt i Els set magnífics (1960) de John Sturges.

## Biografia
El seu pare, Borís Iúlievitx Briner, era un enginyer de mines fill d'un emigrant suís, Jules Bryner, i d'una mare amb ancestres buriats. La seva mare, Maria Dimítrievna (de soltera Blagovidova), filla gran d'un metge jueu convertit al cristianisme ortodox, era una intel·lectual que havia fet estudis de cant i d'actriu. Brynner tenia igualment una germana anomenada Vera.
El pare va abandonar la llar l'any 1927 i la mare va traslladar-se amb els dos infants a la ciutat de Harbin, a la Xina, on hi van romandre fins al 1934, any en què van instal·lar-se tots tres a París. Allà, Brynner va exercir diverses activitats artístiques: va començar a estudiar teatre, va treballar en un circ i, per a guanyar-se la vida, tocava la guitarra en diversos cabarets interpretant jazz gitano i cantant.
El 1941 va anar als Estats Units per continuar els estudis de teatre i ràpidament va començar a actuar a Broadway, on va utilitzar el nom artístic Youl Bryner. El 1949 va fer la seva primera aparició al cinema en la pel·lícula policíaca Port of New York, però va ser partir del 1951 que va tornar-se cèlebre gràcies a la interpretació del personatge del rei de Siam Mongkut, en l'obra de teatre musical The King and I. Per a aquest paper, que va representar al teatre 4.525 vegades durant la seva carrera, Brynner es va rapar els cabells, el que es va convertir a partir d'aleshores en el seu signe distintiu d'actor. I igualment gràcies a aquest paper va guanyar el premi Tony i l'Oscar al millor actor, en la versió cinematogràfica de l'obra realitzada l'any 1956. L'impacte d'aquest paper va llençar així la seva carrera al cinema, on va actuar sovint en drames històrics, però també en pel·lícules d'aventures i westerns.
Yul Brynner es va casar quatre vegades, va tenir tres fills i en va adoptar dos. Va ser un gran aficionat de la fotografia, va escriure dos llibres i va editar un disc de guitarra jazz, The Gypsy and I: Yul Brynner Sings Gypsy Songs. Sempre va restar misteriós pel que fa als seus orígens: sovint va afirmar que havia nascut a l'illa russa de Sakhalín, que era eixit de llinatge en part mongol (dient-se en realitat "Taidje Khan") i que també tenia sang japonesa i gitana. Aquests assumptes van ser desmentits pel seu fill Rock Brynner en una biografia escrita el 1989. Va morir d'un càncer de pulmó el mateix dia que moria Orson Welles.

## Filmografia
- Port of New York (1949)
- The King and I (1956)
- Els Deu Manaments (The Ten Commandments) (1956)
- Anastasia (1956)
- Els germans Karamàzov (The Brothers Karamazov) (1958)
- El bucaner (The Buccaneer) (1958)
- The Journey (1959)
- The Sound and the Fury (1959)
- Salomó i la reina de Saba (Solomon and Sheba) (1959)
- Tornaràs a mi (Once More, with Feeling!) (1960)
- El testament d'Orfeu (Le Testament d'Orphée) (1960)
- Paquet sorpresa (Surprise Package) (1960)
- Els set magnífics (The Magnificent Seven) (1960)
- No em diguis adéu (Goodbye Again) (1961)
- Escape from Zahrain (1962)
- Taras Bulba (1962)
- Els reis del sol (Kings of the Sun) (1963)
- Vol des d'Ashiya (Flight from Ashiya) (1964)
- Invitació a un pistoler (Invitation to a Gunfighter) (1964)
- Morituri (1965)
- L'ombra d'un gegant (Cast a Giant Shadow) (1966)
- The Poppy Is Also a Flower (1966)
- El retorn dels Set Magnífics (Return of the Seven) (1966)
- Triple joc (Triple Cross) (1966)
- El meu doble als Alps (The Double Man) (1967)
- La llegenda d'un valent (The Long Duel) (1967)
- Villa Rides (1968)
- The Picasso Summer (1969)
- The File of the Golden Goose (1969)
- La batalla del Neretva (Bitka na Neretvi) (1969)
- La boja de Chaillot (The Madwoman of Chaillot) (1969)
- The Magic Christian (1969)
- Adéu, Sabata (Indio Black, sai che ti dico: Sei un gran figlio di...) (1971)
- The Light at the Edge of the World (1971)
- Romance of a Horsethief (1971)
- L'or de ningú (Catlow) (1971)
- Fuzz (1972)
- Night Flight from Moscow (1973)
- Ànimes de metall (Westworld) (1973)
- The Ultimate Warrior (1975)
- Death Rage (1976)
- El món del futur (Futureworld) (1976)

## Premis i nominacions

### Premis
- 1951: Premi Tony al millor actor de repartiment de musical per The King and I
- 1985: Premi Tony Especial en honor a les seves 4625 actuacions a The King and I.[1]
- 1956: Oscar al millor actor per The King and I

### Nominacions
- 1956: Globus d'Or al millor actor musical o còmic per The King and I